# الرابطة البرلمانية 2000–01
الرابطة البرلمانية 2000–01 (بالإنجليزية: 2000–01 Isthmian League)‏ هو موسم من دوري إسثميان. فاز فيه نادي فارنبوروه.